# CryptLoad
CryptLoad ist ein in VB.NET geschriebener Download-Manager für One-Click-Hoster, der außerdem die Download-Links verbergen und somit beispielsweise eine Meldung von Urheberrechtsverletzungen beim Hoster verhindern kann. Die Links werden dabei verschlüsselt in einem sogenannten CryptLoad Container File (*.ccf) gespeichert. Aufgrund dieser Tatsache wird dieses Dateiformat vor allem von illegalen Warez-Portalen genutzt.
Die Download-Links werden in Paketen angeordnet, um das individuelle Pausieren und Fortsetzen von Ladevorgängen zu ermöglichen und Paket-spezifische Einstellungen vorzunehmen. So können in mehrere Dateien aufgeteilte RAR-Archive nach der Fertigstellung automatisch entpackt werden. Anhand einer CRC-Checksumme als fehlerhaft erkannte Daten können selbsttätig neu geladen werden.
Das Programm bietet Funktionen, die das Herunterladen vereinfachen, aber auch Sicherheitsmaßnahmen der Hoster umgehen. So ermöglicht eine integrierte Bilderkennungs-Schnittstelle das automatisierte Auslesen von Captcha-Grafiken, die vor allem bei kostenlosen Hostern eingesetzt werden. Auch besteht die Möglichkeit, durch automatisiertes Neuverbinden der Internetverbindung eine neue IP-Adresse zu erhalten, um die Wartezeiten zwischen den Ladevorgängen zu verkürzen bzw. zu umgehen. Zu den vereinfachenden Funktionen zählt die Möglichkeit, dass CryptLoad anhand des ersten „download link“ einer Serie die gesamte Serie erkennen kann, weiterhin prüft das Programm die Verfügbarkeit der einzelnen Dateien und lädt automatisch alle Dateien herunter und entpackt diese auf Wunsch des Benutzers.
Besitzern von kostenpflichtigen Konten („Premium-Accounts“) steht die Unterstützung von mehreren Verbindungen pro Datei („Chunks“) zur Verfügung, die den Ladevorgang beschleunigen können. Eine „intelligente Downloadsteuerung“ soll die maximale Geschwindigkeit durch parallele Transfers steigern.
Auch beliebige unverschlüsselte Dateien können mit CryptLoad über das HTTP- und FTP-Protokoll heruntergeladen werden.
Momentan ist CryptLoad nur für Windows verfügbar, ab Version 2 sollen auch Pakete für Linux und Mac OS zur Verfügung gestellt werden. Wann diese erscheinen wird, ist bislang unbekannt.

## Legalität
Die generelle Benutzung von Cryptload ist nicht illegal, auch Filehoster verbieten ihren Einsatz nicht, raten allerdings davon ab. Der rechtliche Status des heruntergeladenen Inhalts ist dabei unerheblich und muss gesondert beurteilt werden.

## Virenmeldung
Bei CryptLoad schlagen diverse Virenscanner positiv an. Dies liegt an den enthaltenen Hilfsprogrammen, allen voran dem mächtigen Netcat, welches als nc.exe im CryptLoad-Paket enthalten ist.

### Vergleichbare Programme
- JDownloader – Quelloffener Downloadmanager für Java-fähige Betriebssysteme mit erweitertem Funktionsumfang
- RapidShareDownloader (RSD) – Vergleichbarer closed-source Downloadmanager für Sharehoster
- Multi Stream Downloader (MSD) – Downloadprogramm für Premiumuser von Rapidshare.com